# Al-Dhafra Club
El Al-Dhafra es un club de fútbol de los Emiratos Árabes Unidos de la ciudad de Abu Dabi. Fue fundado en 2000 y juega en la UAE Pro League, máxima categoría del fútbol del país.